# Осама бин Ладен
Усама бин Мухамед бин Авад бин Ладин (арап. أسامة بن محمد بن عوض بن لادن; Ријад, 10. март 1957 — Аботабад, 2. мај 2011), познат као Осама бин Ладен, био је војни вођа и оснивач Ал Каиде. Подржавао је панисламизам и муџахедине током совјетско-авганистанског рата, као и бошњачке муџахедине током рата у Босни и Херцеговини. Противио се спољној политици САД на Блиском истоку, а 1996. је прогласио рат са САД и учествовао у нападима 11. септембра 2001.
Рођен у Ријаду у аристократској породици Бин Ладен. Студирао је на саудијским и страним универзитетима до 1979. године, када се придружио муџахединима који су се борили против инвазије Совјетског Савеза на Авганистан. Године 1984. суоснивао је Мактаб ел хадамат, који је регрутовао стране муџахедине спремне за рат. Како се совјетски рат у Авганистану ближио крају, Бин Ладен је 1988. основао Ал Каиду како би спровео светски џихад. У Заливском рату, Бин Ладенову понуду подршке Саудијској Арабији против Ирака одбила је саудијска краљевска породица, која је уместо тога тражила америчку помоћ.
Бин Ладенови ставови о панисламизму и антиамериканизму довели су до његовог протеривања из Саудијске Арабије 1991. Преместио је своје седиште у Судан до 1996, када је основао нову базу у Авганистану, где су га подржавали талибани. Бин Ладен је прогласио две фетве у августу 1996. и фебруару 1998, објавивши свети рат против САД. Након бомбардовања америчких амбасада у источној Африци од стране Ал Каиде, у којима су погинуле стотине цивила, оптужен је од стране окружног суда САД и стављен је на спискове најтраженијих терориста и најтраженијих бегунаца које је саставио ФБИ. У октобру 1999. Уједињене нације су означиле Ал Каиду као терористичку организацију.
Бин Ладен је организовао нападе 11. септембра 2011, у којима је убијено скоро 3.000 људи, углавном цивила. Уследила је инвазија САД на Авганистан и покретање рата против тероризма. Бин Ладен је постао предмет скоро деценије дуге међународне потраге коју су предводиле САД. Током овог периода, скривао се у планинама Авганистана, а касније је побегао у суседни Пакистан. Дана 2. маја 2011. убиле су га америчке специјалне снаге у његовом комплексу у Аботабаду. Тело му је сахрањено у Арабијском мору, а наследио га је његов заменик Ајман ел Завахири. Током свог живота, Бин Ладен је постао симбол тероризма и био је оцрњиван у САД и другим државама као масовни убица због организовања бројних бомбашких напада.

## Биографија
Мало тога се зна на Западу о његовом животу. Наследио је животни успех од свога оца, који је поседовао грађевинску компанију, која је просперисала кроз блиске везе са саудијском краљевском породицом.
Бин Ладен је дошао у међународну пажњу 1980-их у Авганистану због своје улоге у авганистанском отпору против совјетске окупације. Совјетски Савез је извршио инвазију на Авганистан 1979. Током младости Бин Ладен је пролазио кроз исламска фундаменталистичка учења, и гледао је на совјетску инвазију као на неопростиву агресију на муслимане. Да помогне отпор, Бин Ладен је осигуравао новац и помоћ, градио кампове за обуку, и доводио велики број добровољаца из арапских земаља. 1988, при крају рата Бин Ладен, заједно са Египћанином Ајманом ел Завахријем оснива Ал Каиду (арапски - база), организацију која, према америчким званичницима, повезује и координира исламске фундаменталистичке групе широм света.
Након Заливског рата чињеница да се америчке снаге налазе на исламском тлу и подршка Израелу потичу га на организовање тешких напада против Запада. Његова породица га се јавно одрекла 1994. године, непосредно пре него што је Саудијска Арабија поништила његово држављанство.
Уточиште је нашао у Судану, одакле је како се верује, организовао нападе на америчке оружане снаге у Сомалији и Саудијској Арабији. Под америчким притиском Судан га је протерао 1996. па се Бин Ладен поново обрео у Авганистану. Иако се поново умешао у авганистанску политику Бин Ладен је наставио да учествује у глобалној борби против Сједињених Држава.
Године 1998. бацио је фатву позивајући на смрт свих Американаца без обзира да ли се ради о војним или цивилним особама, без обзира на пол и старост.

### Држављанство БиХ
Осама бин Ладен је 1993. године примио држављанство и пасош Републике БиХ. Пасош је издала амбасада Републике БиХ у Бечу. Амерички часопис Вол Стрит Журнал је 2001, објавио да су сви главни људи Ал Каиде у периоду од 1991. до 2001. боравили на Балкану, напомињући да је сам Осама бин Ладен на Балкану боравио три пута између 1994. и 1996.

### Терористички напади
Верује се да је он планирао бомбашке нападе на америчке амбасаде у Кенији и Танзанији 1998. године.
У самоубилачком бомбашком нападу на амерички брод разарач “УСС Кол”, 12. октобра 2000. у Адену, погинуло је 17 америчких морнара, а 39 је рањено. Одговорност за напад преузела је Ал Каида образлажући напад антиизраелском политиком.
Након напада 11. септембра 2001. америчке снаге су покренуле Рат против тероризма који је избацио Ал Каиду из Авганистана и срушио талибанску владу, чији је духовни вођа био Мула Омар, која је подржавала Бин Ладена. Током вишегодишњег скривања Бин Ладен је објавио низ снимљених аудио порука осуђујући Сједињене Државе и изазивајући велико незадовољство у Вашингтону.

### Смрт
Осама бин Ладен убијен је у оружаном сукобу у Пакистану, после вишегодишње потраге. Мали тим америчких специјалаца из редова Морнаричких фока убио је Бин Ладена у граду Аботабад, око 100 km северно од Исламабада. Американци су бин Ладеново тело сахранили у море.
Његово убиство је повећало рејтинг председника САД Обаме.